# Умео-Центральне (станція)
63°49′48″ пн. ш. 20°16′01″ сх. д. / 63.83° пн. ш. 20.267° сх. д.
Умео-Центральне (швед. Umeå centralstation або швед. Umeå C) — залізнична станція в Умео, Швеція. 
Станція була єдиною станцією, в Умео до відкриття Умео-Східне в 2010 році. Ремонт Центрального вокзалу було завершено наступного року.

## Історія
Вокзал був спроєктований архітектором Фольке Цеттерваллем і побудований в 1895–1896 роках. 
В 2001 році його було оголошено пам’яткою архітектури.

Після завершення будівництва Ботнічної лінії вокзал станції Умео-Центральне було реконструйовано з липня 2010 року по листопад 2012 року, під рейками був побудований новий пішохідний і велосипедний тунель. 
Нова платформа завдовжки 175 м була побудована на північній стороні станції, а існуюча платформа на південній стороні станції була подовжена до 455 м. 
Також було відремонтовано будівлю вокзалу.

## Послуги
Умео-Центральне є кінцевою зупинкою до чотирьох щоденних швидкісних потягів до/зі станції Стокгольм-Центральний щоденно, під орудою SJ AB та обслуговується локомативами  Bombardier Regina X55. 
Також під орудою SJ AB є щоденний нічний поїзд до Стокгольма та Гетеборга, з причіпними вагонами у Сундсваллі.
У грудні 2020 року Vy Tåg придбала франшизу на експлуатацію нічних поїздів між Стокгольмом і Норрландом на чотири роки. 
Щодня в Умео вирушають два нічні потяги у кожному напрямку: один між Нарвіком, Кіруною і Стокгольмом та один між Лулео-Центральне і Стокгольмом.
Norrtåg обслуговує місцеві та регіональні залізничні перевезення на південь до Сундсвалля, на захід до Веннеса (до 2010 року єдиний залізничний вузол між Умео та залізницею через Верхній Норрланд), на північний захід до Ликселе та на північ до Будена, Лулео та Гапаранди.

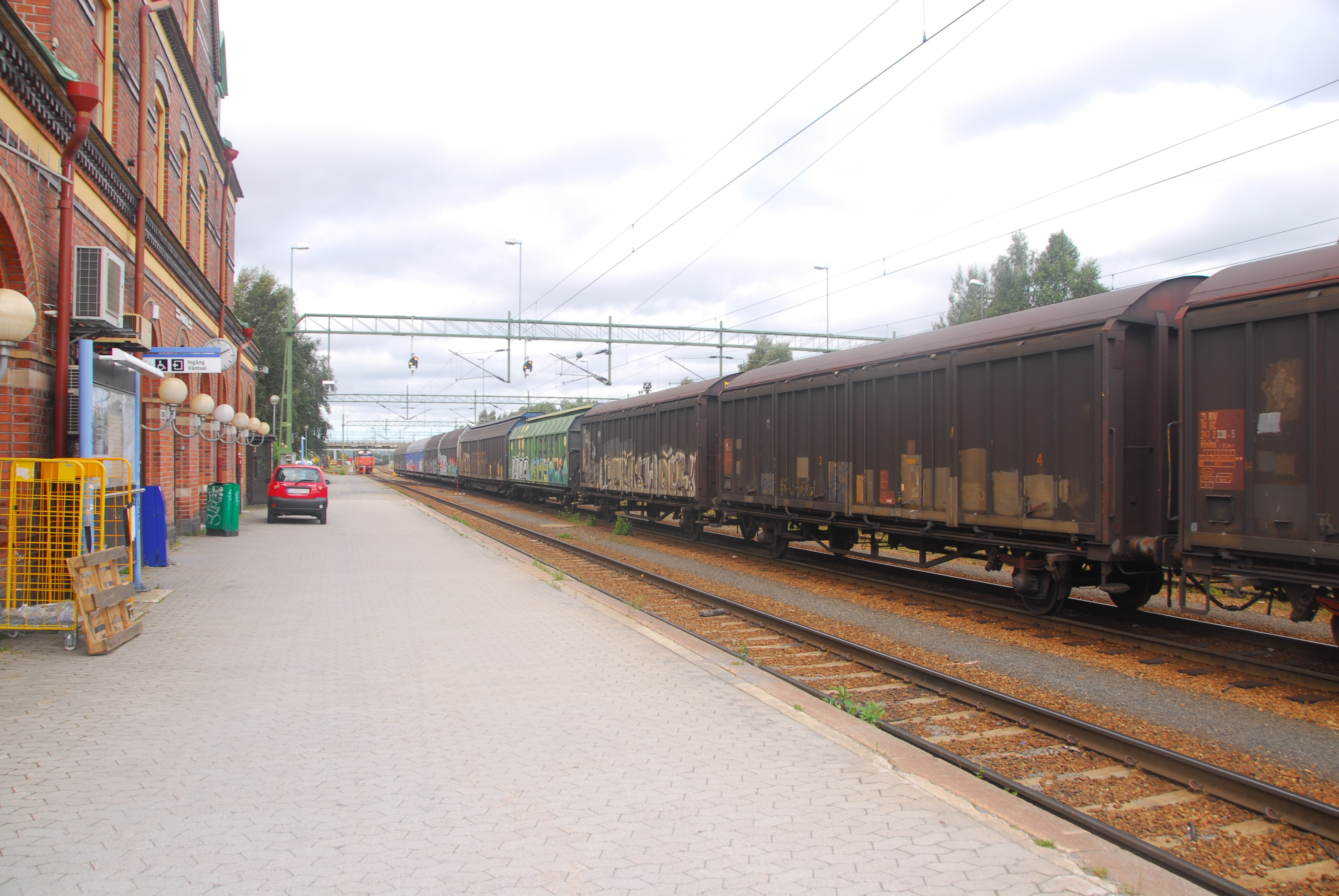
Центральний вокзал Умеа
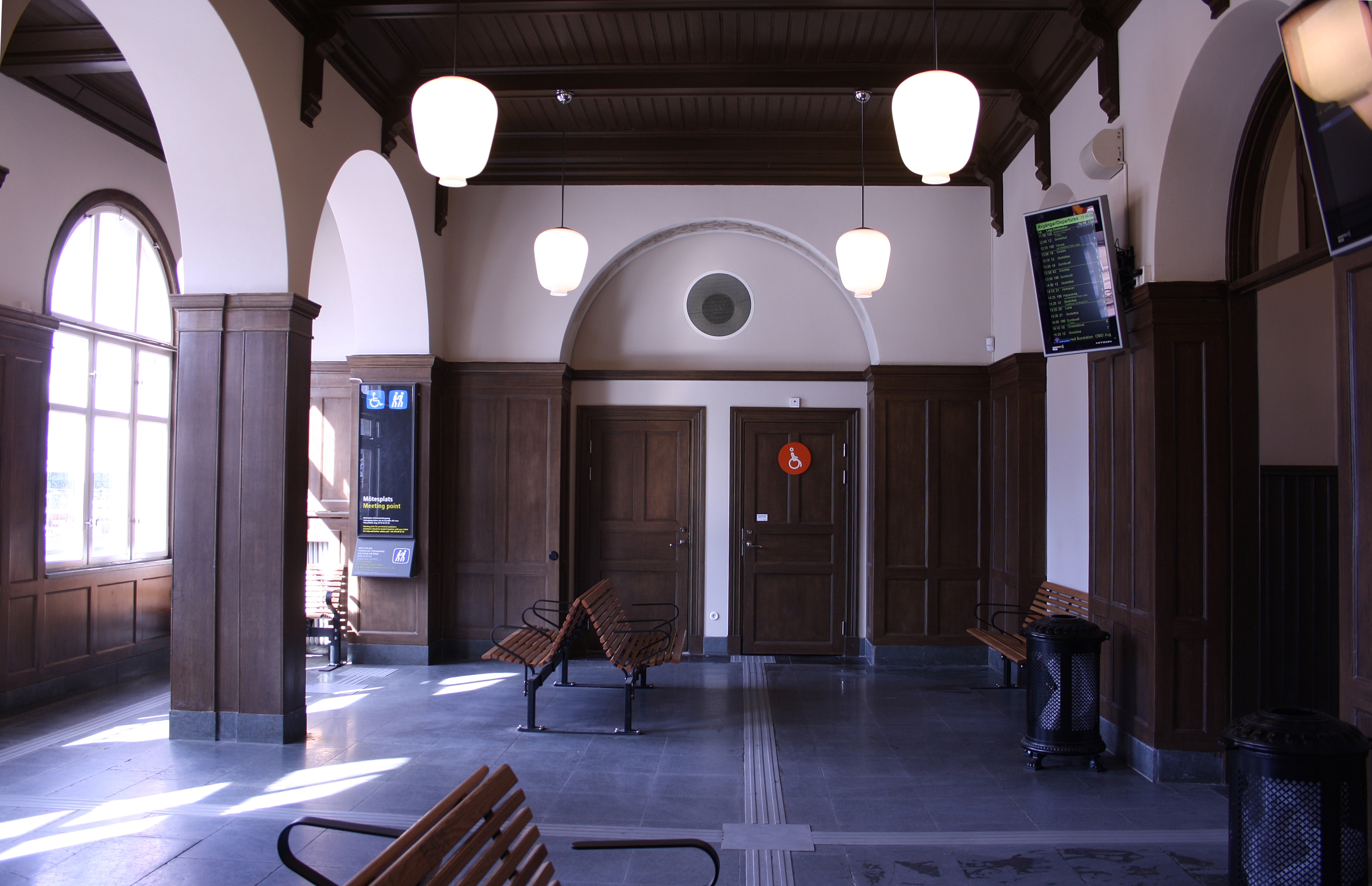
Всередині вокзалу